# Pleurocladula albescens
Pleurocladula albescens là một loài rêu tản trong họ Cephaloziaceae. Loài này được (Hook.) Grolle miêu tả khoa học lần đầu tiên năm 1979.